# دائرة مارميلادي
دائرة مارميلادي هي إحدى الدوائر الخمس في إدارة أرتيبونيت في هايتي. تتبعها بلديتان. يبلغ عدد سكانها 120,193 نسمة حسب احصائيات أغسطس 2003، رمزها البريدي بالرقم 45.
تتكون الدائرة من البلديات التالية:
- سانت ميشيل دي اتالايا
- مارميلادي